# Kujbysjevreservoaren

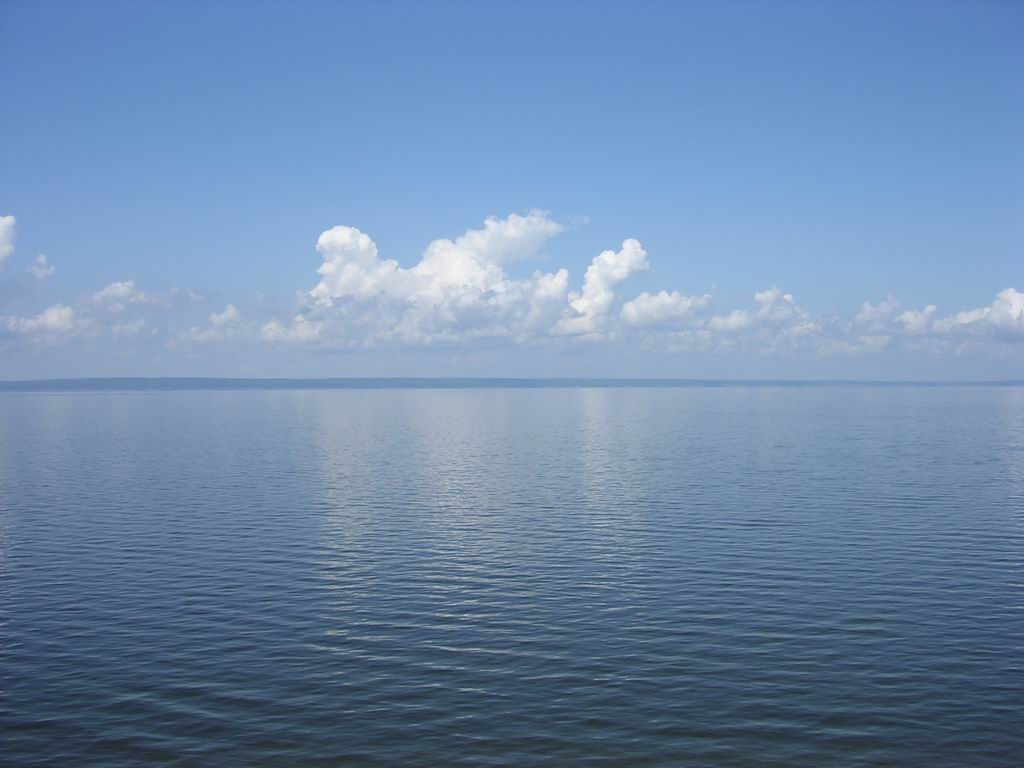
Kujbysjev-reservoaren

Kujbysjevreservoaren (ryska: Ку́йбышевское водохрани́лище, Kujbysjevskoje Vodochranilisjtje), ibland kallad Samarareservoaren, är en reservoar i Ryssland, belägen ungefär vid mitten av floden Volgas sträckning. Volga mynnar i den västra delen av reservoaren, medan bifloderna Vjatka och Kama mynnar i nordöst.
Kujbysjevreservoaren är Europas största konstgjorda sjö, och världens till ytan tredje största, efter Voltasjön och Smallwoodreservoaren. Reservoaren är 6 450 km² stor, större än Vänern, och är långsträckt med en maxlängd på 50 mil och en bredd på max 35 km. Vid reservoaren ligger de större städerna Kazan, Uljanovsk och Toljatti. Kujbysjevreservoaren bildades då man anlade Zjiguljovsks vattenkraftverk mellan Zjiguljovsk och Toljatti på 1950-talet.

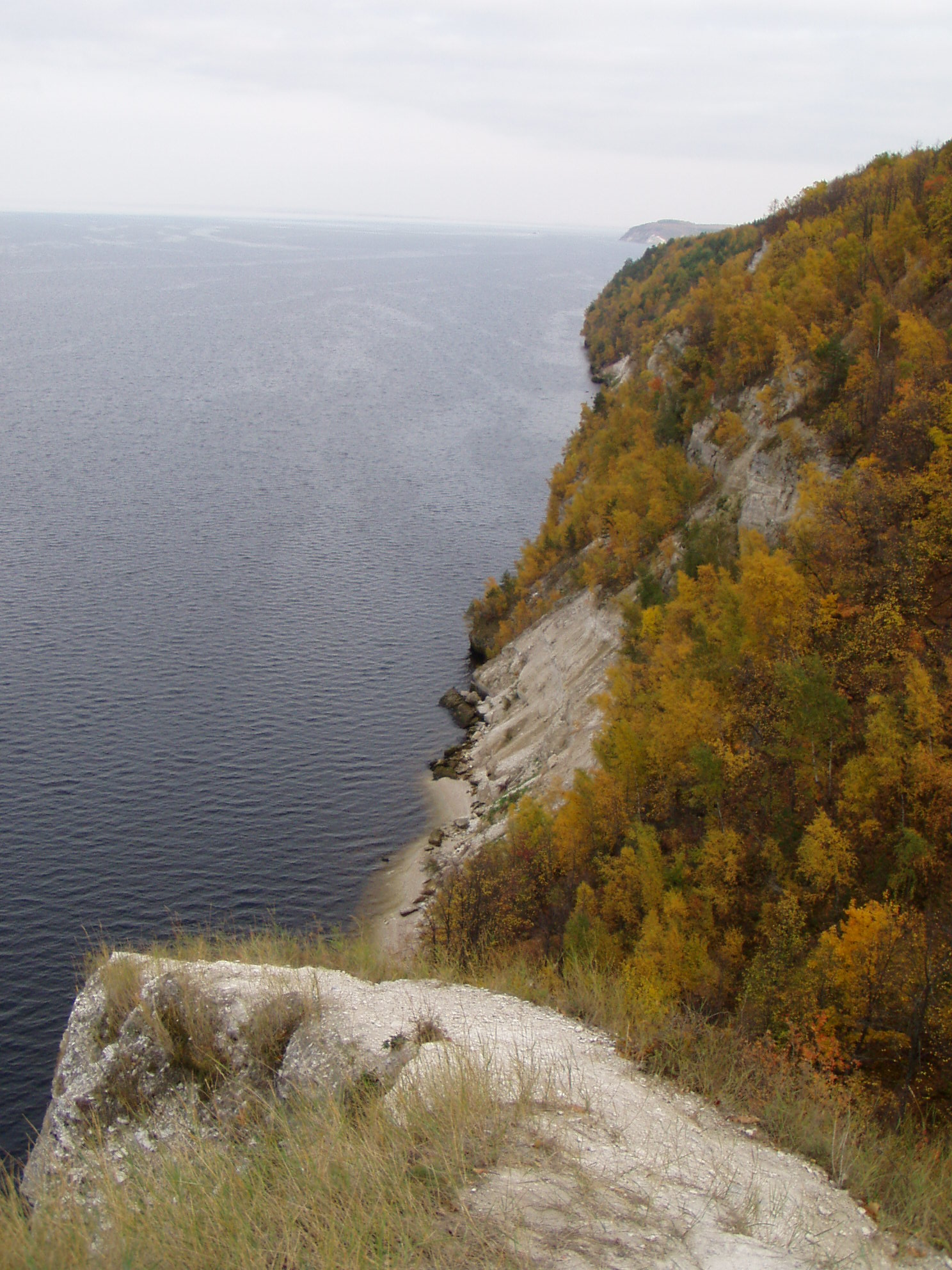
Den bergiga högra banken
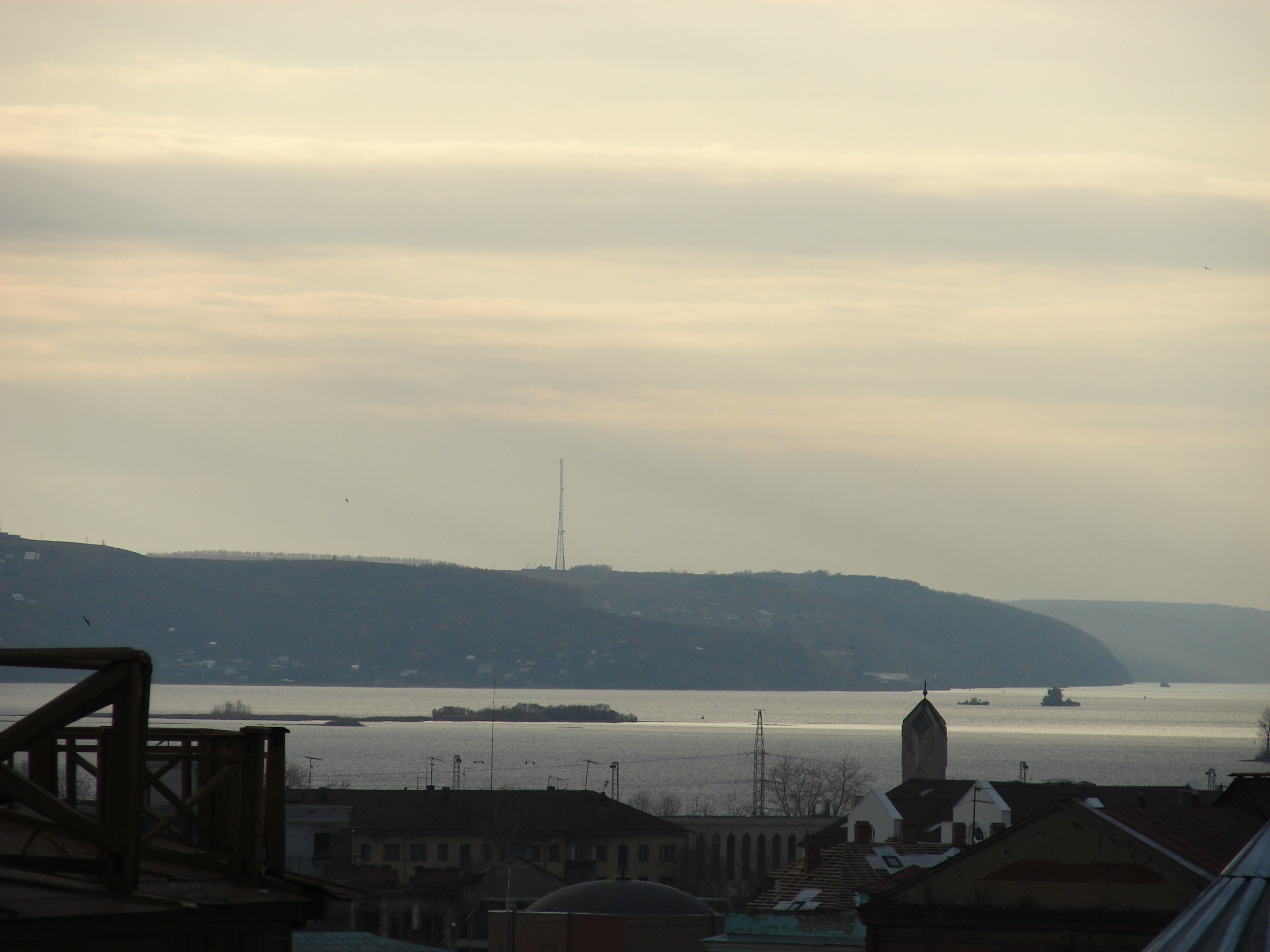
Reservoaren nära Kazan